# Déshydratation (chimie)
Pour la réaction en chimie, voir Réaction de déshydratation.
Pour les articles homonymes, voir Déshydratation.
 (octobre 2008).
Si vous disposez d'ouvrages ou d'articles de référence ou si vous connaissez des sites web de qualité traitant du thème abordé ici, merci de compléter l'article en donnant les références utiles à sa vérifiabilité et en les liant à la section « Notes et références ».
La déshydratation désigne, de manière générale, la perte de l'eau d'un corps. 
Dans le domaine scientifique, des termes plus précis sont employés, selon le degré de déshydratation (partielle, totale voire anhydre), selon les méthodes employées (séchage par évaporation, lyophilisation par sublimation, etc.) ou selon les domaines (déshydratation en médecine, dans l'alimentation, etc.)

## Techniques de déshydratation

### Séchage

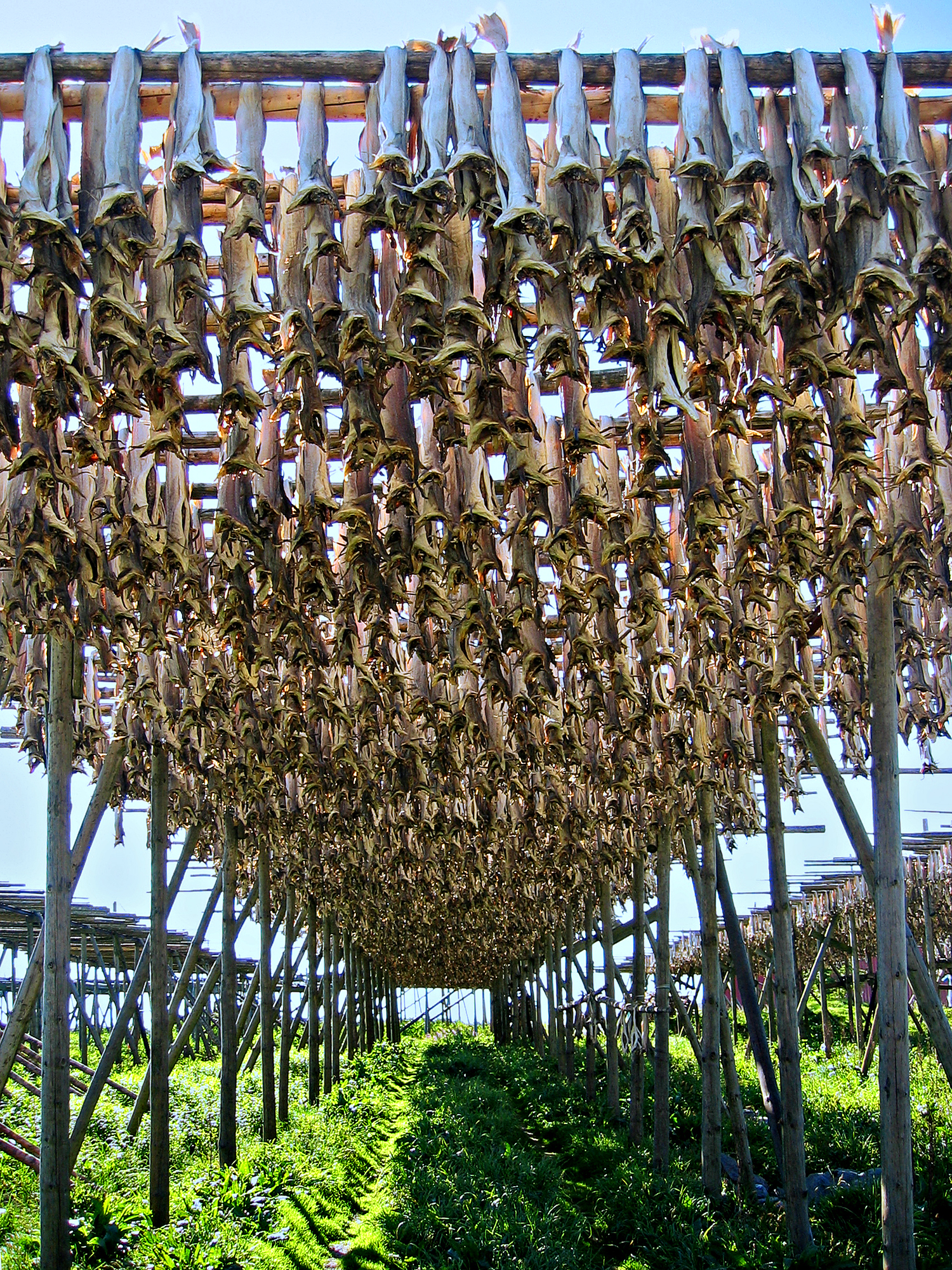
Stockfishs séchant au soleil.

Le séchage est la méthode la plus répandue pour l'élimination de l'eau, mais n'est pas toujours possible pour des raisons physiques et économiques ou alors ne permet pas d'atteindre le degré de dessiccation désiré[réf. nécessaire]. Exemples :
- tabac ;
- poissons séchés ;
- viandes séchées ;
- champignons.

### Utilisation d'anhydre
L'usage d'anhydres est une technique utilisée au laboratoire ou en agroalimentaire (salaison). Elle consiste en l'ajout d'une substance hydrophile dans un milieu organique qui va se lier avec les molécules d'eau. 
La solubilité des sels étant très faible dans les solvants, une filtration permet de séparer le solide contenant l'eau du liquide organique.
- saucissons
- certains fromages

### Atomisation
Lors de la déshydratation par atomisation, les aliments liquides sont projetés dans une chambre chauffante sous forme de fines gouttelettes ce qui permet de faire évaporer l'eau et de recueillir l'aliment déshydraté en poudre à la base de l'appareil. Cette méthode est utilisée notamment pour la déshydratation du lait. Elle a l'inconvénient de faire perdre aux aliments leurs arômes qui sont entraînés avec la vapeur d'eau et aussi, par suite du chauffage, de dénaturer certains composants.
- lait en poudre

### Lyophilisation
La lyophilisation consiste à faire évaporer l'eau à basse température en congelant l'aliment dans un premier temps, puis en sublimant la glace, ne laissant qu'un aliment sec, poreux, de grande qualité, avec un fort potentiel de réhydratation. Cette technique qui ne peut se faire que sous vide est beaucoup plus onéreuse que l'atomisation. Utilisée pour des aliments ou des produits ne supportant pas la chaleur (médicaments...) ou pour lesquels on exige une rapide réhydratation.
- ail
- café instantané
- chocolat en poudre
- fines herbes
- soupes et jus en poudre

### Distillation azéotropique
La distillation azéotropique est une distillation dont les vapeurs possèdent la même composition que la phase liquide. Un troisième composant est ajouté et permet la séparation par affinité sélective avec un des composés à séparer. Utilisé pour la déshydratation de grandes quantités de solvants.

### Pervaporation
La pervaporation est une technique membranaire où une membrane hydrophile permet la séparation sélective de l'eau. Utilisé notamment pour casser des mélanges azéotropiques comme éthanol-eau.

## Utilisation de la déshydratation
La déshydratation est utilisée dans le domaine de l'alimentation pour conserver les aliments. Il s'agit de l'une des plus anciennes méthodes de conservation connues[réf. nécessaire]. À l'origine, elle se faisait par exposition de l'aliment au soleil puis les techniques ont été améliorées et diversifiées au cours du temps.
Parmi l'éventail des techniques employées l'on peut citer en exemple : le séchage, la salaison, l'immersion dans les  sirops ou des  saumures, la lyophilisation, l'atomisation.   
Les potages déshydratés, les fruits déshydratés, le café, le lait en poudre et les épices ne sont que quelques exemples d'aliments déshydratés.

### Génie chimique
Dans le domaine technique et plus particulièrement en génie chimique, la déshydratation est une opération courante pour assurer la qualité des produits mais également des réactifs.